# Robert Guiscard

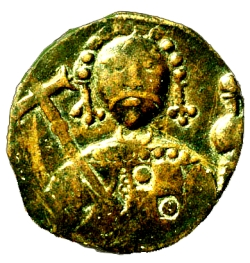
Robert Gusicard képmása egy aranypénzen

Robert Guiscard (magyarosan Guiscard Róbert, a „Guiscard” jelentése „ravasz”), (1015 körül – Atheras, Lixúritól északra, Kefaloniá sziget, 1085. július 17.) normann kalandor, Puglia (latin szövegekben Apulia néven), Szicília, Benevento és Calabria hercege. Sikeres dél-itáliai hadjáratairól vált ismertté.

## Életpályája
Tancred de Hauteville hatodik fia, anyja Fresenda (apja második felesége) volt. Anna Komnéné szerint 1047-ben érkezett meg Itáliába 5 lovassal és 30 követővel.
Nem sokkal öröklése után, valószínűleg 1058-ban, Guiscard elkülönítette magától feleségét, Alberadát, mert rokonok voltak a tiltott fokon belül. Röviddel ezután feleségül vette Sichelgaitát, salernoi II. Gisulf testvérét, Guaimar örökösét. Cserébe a nővére kezéért, Gisulf azt követelte, hogy Guiscard pusztítsa el testvérének, a hercegség grófjának két kastélyát, amelyek Gisulf területére estek.
1059-ben a pápa iktatta be Apulia és Calabria hercegévé. 1070-es évektől diplomáciai kapcsolatokat épített ki a bizánciakkal. Lányának frigye azonban nem jön létre végül. 1081-ben támadást indított a bizánciak balkáni területei ellen (Avlónasz, Dürrakhion). Dürrakhion elfoglalása után hazatért Tarantóba. 1084-ben fiával, Bohemunddal a normann flotta legyőzte a bizánci zsoldban álló velencei flottát. 1085-ben újabb hadjáratot indított, de Kephallíniánál életét vesztette, ezzel a hadjárat véget ért.